# Черен скален гущер
Черните скални гущери (Pseudocordylus melanotus) са вид влечуги от семейство Бодливоопашати гущери (Cordylidae).
Разпространени са в скалисти местности в саваните в източната част на Южноафриканската република, както и в Лесото и Есватини. Мъжките са по-едри и имат ярко оцветяване, което преминава през няколко цветови фази.